# Final do Mundialito de Voleibol de 1982
A Final do Mundialito de Voleibol de 1982 se deu no Ginásio do Maracanãzinho no dia 25 de Setembro de 1982.
Numa partida que durou três horas e meia, a seleção brasileira masculina de vôlei venceu por três sets a dois a equipe da União Soviética, então campeã olímpica e mundial, e invicta internacionalmente no esporte desde 1976 - e conquistou o título de campeã do Mundialito.

## A Partida
Na preparação para o Mundial que ocorreria na Argentina no mesmo ano, o Brasil sediou um Mundialito. Os soviéticos vinham como favoritos, uma vez que eram os atuais campeões olímpicos e mundiais, e estavam invictos no esporte desde 1976.
Depois de um primeiro set em que se mostrou desorganizada, perdendo de 15 a 2, a seleção brasileira se reorganizou. O levantador William, que fez vários pontos de segunda bola, também teve uma grande atuação, assim como Renan e Bernard, que fez oito pontos com o saque Jornada nas Estrelas, jogada apresentada ao mundo neste campeonato.
Após três horas e meia de partida, Xandó fechou a partida em 3 sets a 2 para o Brasil.

### Ficha técnica
| 25 de Setembro de 1982 21:00 Detalhes | Seleção Brasileira | 3 - 2                         | Seleção Soviética | Ginásio do Maracanãzinho, Rio de Janeiro Público: 20.000 |
| 25 de Setembro de 1982 21:00 Detalhes | 2 15 13 15         | Set 1 Set 2 Set 3 Set 4 Set 5 | 15 13 12 15 7     | Ginásio do Maracanãzinho, Rio de Janeiro Público: 20.000 |

| Cores do Time · Cores do Time · Cores do Time · Cores do Time · Cores do Time · Brasil | Cores do Time · Cores do Time · Cores do Time · Cores do Time · Cores do Time · União das Repúblicas Socialistas Soviéticas |

| BRASIL:           |
|                   |
| Mario Xandó       |
| Léo Pasquali      |
| Bernardinho       |
| Renan Dal Zotto   |
| Rui Campos        |
| Bernard Rajzman   |
| Treinador:        |
| Bebeto de Freitas |

| URSS:               |
|                     |
|                     |
|                     |
|                     |
|                     |
|                     |
|                     |
|                     |
|                     |
|                     |
|                     |
|                     |
| Treinador:          |
| Viacheslaz Platanov |

### Pós Jogo
- Na final do Mundial, três semanas após o Mundialito, os russos venceram os brasileiros[2]
- Em 1984, Brasil seria novamente Vice, ao perder a final para os EUA.[1]